# Course de voitures de sport
La course de voitures de sport est une discipline de sport automobile de course sur circuit impliquant des voitures de sport à deux places et roues carrossées. Il peut s’agir de Sport-prototypes construits spécifiquement pour la compétition ou de Grand Tourisme basés sur des modèles routiers. De façon générale, elle est l’un des principaux types de course automobile sur circuit, aux côtés de la course de voitures monoplaces à roues apparentes (comme la Formule 1), la course de voitures de tourisme (comme le championnat du monde des voitures de tourisme, qui est basé sur les voitures de série par opposition aux voitures de sport plus exclusives) et les courses de Stock-car (comme la NASCAR). Les courses de voitures de sport sont principalement des courses d’endurance courues sur des distances relativement grandes, où généralement un accent plus important est mis sur la fiabilité et l’efficacité de la voiture que sur la vitesse pure, par exemple le Championnat du monde d'endurance FIA. Mais des courses « Sprint » de voitures de sport sont également disputées.
À mi-chemin entre le purisme des courses de monoplaces et les courses de voitures de tourisme, ce genre de course est souvent associé aux 24 Heures du Mans. Créée en 1923, Le Mans est l’une des plus anciennes courses automobiles encore existantes. D’autres courses de voitures de sport classiques, mais aujourd’hui disparues, incluent les classiques italiennes, la Targa Florio (1906-1977) et la Mille Miglia (1927-1957), et la Carrera Panamericana mexicaine (1950-1954).

## Historique

### Évolution

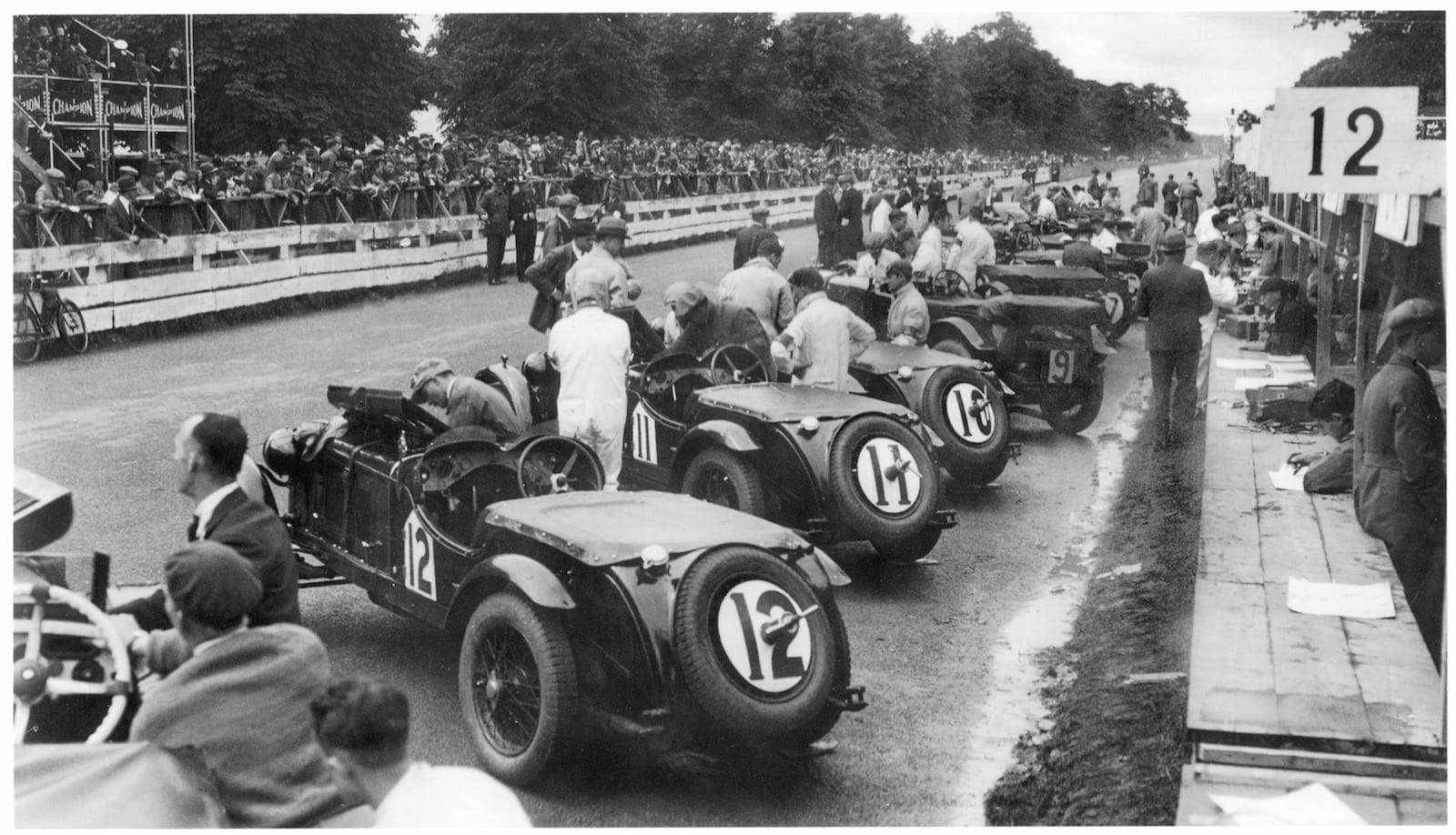
Grille de départ des Mille Miglia 1927.

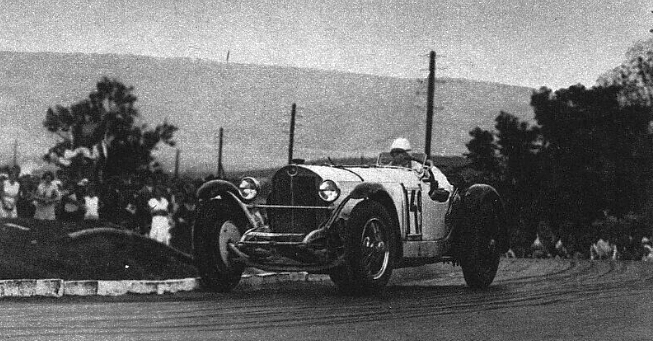
Rudolf Caracciola sur Mercedes-Benz SSKL lors du Championnat de la montagne 1931.

Selon l'historien Richard Hough en 1961, « il est évidemment impossible de faire la distinction entre les concepteurs de voitures de sport et de machines de Grand Prix avant 1914. Le regretté Georges Faroux affirmait que les courses de voitures de sport ne sont nées qu'aux premières 24 Heures du Mans en 1923, et bien qu'en tant que co-créateur de cette course, il ait pu avoir des préjugés dans son opinion, il est certainement vrai que les courses de voitures de sport telles qu'elles étaient connues après 1919 n'existaient pas avant la Première Guerre mondiale. »
Dans les années 1920, les voitures utilisées en course d'endurance et en Grand Prix étaient encore fondamentalement identiques, avec des ailes et deux sièges, pour transporter un mécanicien si nécessaire ou autorisé. Des voitures telles que la Bugatti Type 35 étaient presque aussi performantes dans les Grands Prix que dans les épreuves d'endurance, mais la spécialisation a progressivement commencé à différencier la voiture de sport de la voiture de Grand Prix. L'Alfa Romeo Tipo A a lancé l'évolution de la véritable monoplace au début des années 1930 ; la voiture de Grand Prix et sa progéniture la voiturette, ont rapidement évolué vers des monoplaces hautes performances optimisées pour les courses relativement courtes, en abandonnant les ailes et le deuxième siège. À la fin des années 1930, les constructeurs français, incapables de suivre les progrès de Mercedes-Benz et Auto-Union en Grand Prix, se retirèrent dans la concurrence essentiellement nationale avec des voitures de sport de grande capacité – des marques telles que Delahaye, Talbot et les dernières Bugatti.
De même, au cours des années 1920 et 1930, les voitures de sport ont commencé à apparaitre, marquant une évolution des voitures de tourisme rapides (Le Mans était à l'origine une course pour voitures de tourisme). Les voitures développées spécifiquement pour la course ont fini par dominer des épreuves telles que Le Mans et les Mille Miglia.
Dans les courses d'endurance sur route ouverte à travers l'Europe telles que les Mille Miglia, le Tour de France et la Targa Florio, ou les courses de côte, qui se déroulaient souvent sur des routes poussiéreuses, le besoin de garde-boue et d'un mécanicien ou d'un navigateur était toujours présent. Comme les voitures et les courses principalement italiennes définissaient le genre, la catégorie est devenue connue sous le nom de « Gran Turismo » (en français Grand tourisme, ou GT), en particulier dans les années 1950, car il fallait parcourir de longues distances, plutôt que de courir uniquement sur des circuits courts. La fiabilité et un certain confort de base étaient nécessaires pour supporter la tâche.

### Reprise d'après-guerre

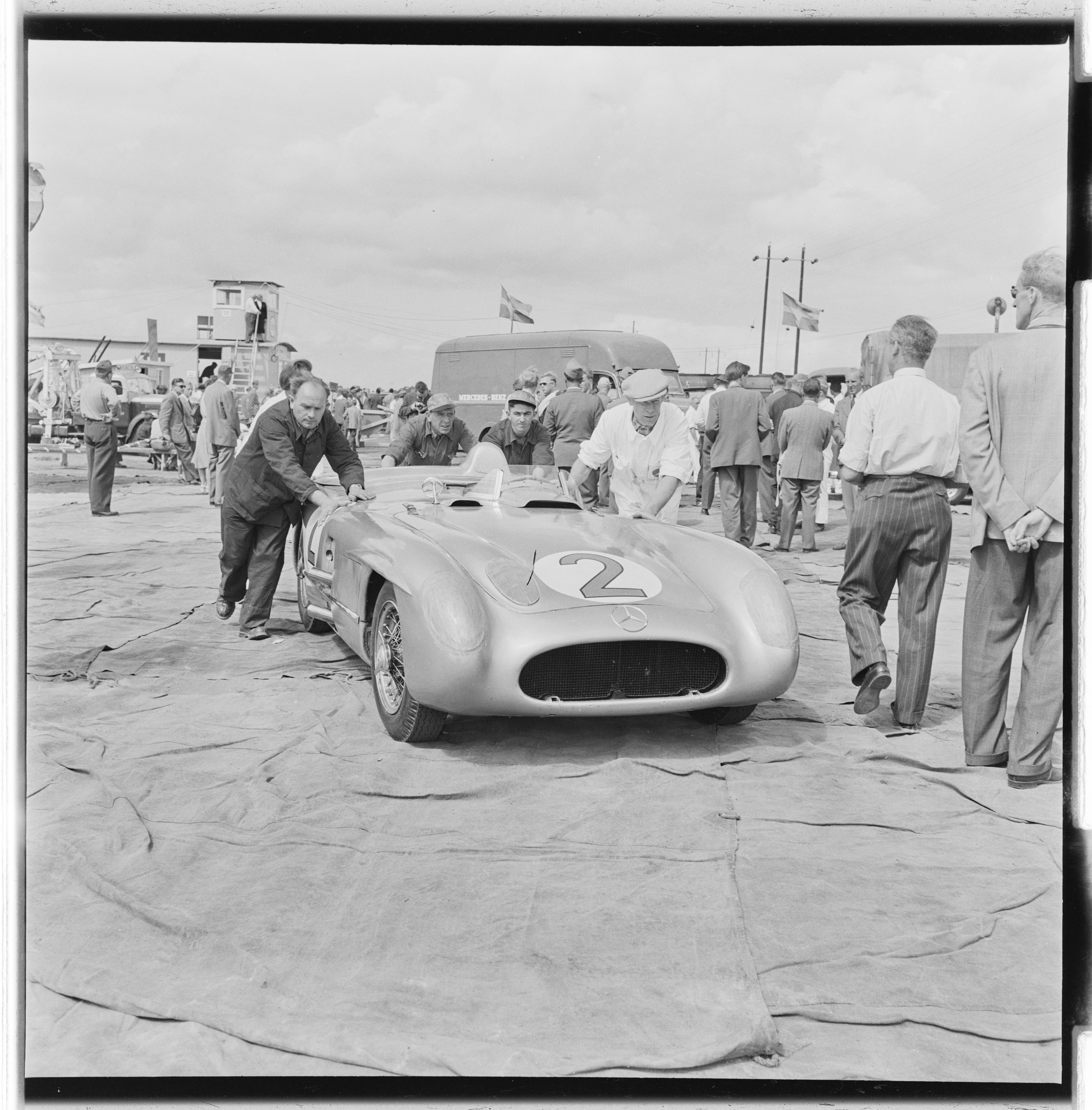
Mercedes-Benz 300 SLR au Grand Prix routier de Suède 1955.

Après la Seconde Guerre mondiale, les courses de voitures de sport sont apparues comme une forme distincte de course avec ses propres courses classiques. Les courses phares reprennent progressivement avant 1950 : les Mille Miglia et le Bol d'or en 1947, les 24 Heures de Spa et la Targa Florio en 1948, Le Mans en 1949... Les pilotes allemands étant interdit de concourir par l'Autorité de contrôle alliée jusqu'en 1951, cette période est marquée par une domination des voitures italiennes. En 1951, le championnat national SCCA est lancé aux États-Unis.
À partir de 1953, un propre championnat du monde sanctionné par la FIA est lancé, tandis que l'« univers » des monoplaces se détachait définitivement des voitures de sport avec le championnat du monde de Formule 1 créé trois ans plus tôt. Dans les années 1950, les courses de voitures de sport étaient considérées comme presque aussi importantes que les Grands Prix, avec de grandes marques comme Ferrari, Maserati, Jaguar et Aston Martin investissant beaucoup d'efforts dans leurs programmes d'usine et fournissant des voitures aux écuries privées.
Les courses majeures ont été disputées par des voitures de compétition dédiées telles que les Jaguar Type C et Type D, la Mercedes-Benz 300 SLR, la Maserati 300S, l'Aston Martin DBR1 et la Ferrari Testarossa. Les meilleurs pilotes de Grand Prix participaient également régulièrement à des courses de voitures de sport, tels Giuseppe Farina, Mike Hawthorn ou Juan Manuel Fangio. Après des accidents majeurs aux 24 Heures du Mans 1955 et aux Mille Miglia 1957, la puissance des voitures de sport a été limitée par une limite de cylindrée de 3 litres qui leur a été appliquée lors du championnat du Monde à partir de 1958. En Suisse, les courses sur circuit deviennent prohibées, sans que les courses de côte ne soient concernées par l'interdiction.
En 1957, le championnat d'Europe de la montagne est relancée après 17 ans d'interruption. les épreuves sont essentiellement dominées par les pilotes allemands et suisses. De 1963 à 1967, la pratique de la côte est intégrée dans le championnat du monde des voitures de sport.
Les 24 Heures du Mans 1959 voient pour la première fois l'apparition de la catégorie GT, distincte de la catégorie générique « Sport ».
En 1961, la FIA catégorise les voitures de sports dans deux groupes distincts : les Groupes 3 et 4.
À partir de 1962, les voitures de sport sont temporairement passées au second plan, la FIA remplaçant le Championnat du monde des voitures de sport par le Championnat international des constructeurs GT. Cette même année, au Mans, la catégorie des voitures de sport prend le nom d'« Expérimentale », avant de prendre en 1963 la dénomination de « Prototype » qui est également reprise dans le cadre du Championnat du monde.

### Croissance à l'échelle nationale
Dans les courses nationales plutôt qu'internationales, les compétitions de voitures de sport dans les années 1950 et au début des années 1960 avaient tendance à refléter ce qui était populaire localement, les voitures qui connaissaient du succès localement influençant souvent l'approche de chaque nation en matière de compétition sur la scène internationale.
Aux États-Unis, les voitures importées italiennes, allemandes et britanniques ont affronté les hybrides locaux, avec des scènes initialement très distinctes de la côte Est et de la côte Ouest ; celles-ci ont progressivement convergé et un certain nombre de courses classiques et d'équipes importantes ont émergé, notamment Camoradi , Briggs Cunningham , etc. La scène américaine avait tendance à présenter de petites voitures MG et Porsche dans les classes plus petites, et des voitures Jaguar, Maserati, Mercedes-Benz, Allard et Ferrari importées dans les classes plus grandes.
Une race d'hybrides puissants est apparue dans les années 50 et 60 et a couru des deux côtés de l'Atlantique, avec des châssis européens et de gros moteurs américains - depuis les premières voitures Allard en passant par des hybrides tels que les Lotus 19 équipées de gros moteurs jusqu'à l' AC Cobra . La combinaison de châssis principalement britanniques et de moteurs V8 américains a donné naissance à la populaire et spectaculaire série Can-Am dans les années 1960 et 1970.

### Les années 1980: les catégories C
En Europe, la FIA a adopté les règles de l'ACO GTP pratiquement inchangées et a sanctionné le Championnat du monde d'endurance du Groupe C (ou Championnat du monde des voitures de sport ), mettant en vedette des prototypes de haute technologie à cockpit fermé de Porsche, Aston Martin, Mercedes-Benz , Nissan , Jaguar et d'autres. . Aux États-Unis, la série IMSA Camel GTP se vantait d'une compétition serrée entre d'énormes pelotons d'équipes soutenues par les constructeurs et d'écuries privées – les voitures étaient techniquement similaires aux Groupe C mais utilisaient une échelle mobile de poids et de cylindrées pour tenter de limiter les performances. Le Groupe C et le GTP comportaient des catégories secondaires, respectivement Groupe C2 et Camel Lights, pour les voitures moins puissantes, ciblant les inscriptions de petits constructeurs spécialisés ou d'équipes amateurs sérieuses.
La FIA a tenté de faire du Groupe C un format virtuel de « Grand Prix biplace » au début des années 1990, avec des règles moteur communes à celles de la F1, des distances de course courtes et un calendrier concordant avec celui des épreuves de F1. Cela a fait grimper les coûts et a fait fuir les participants et les foules, et en 1993, les courses de prototypes étaient mortes en Europe, les équipes Peugeot , Jaguar, Toyota et Mercedes-Benz s'étant toutes retirées.

### 1993-2010: des championnats distincts
Grand Tourisme

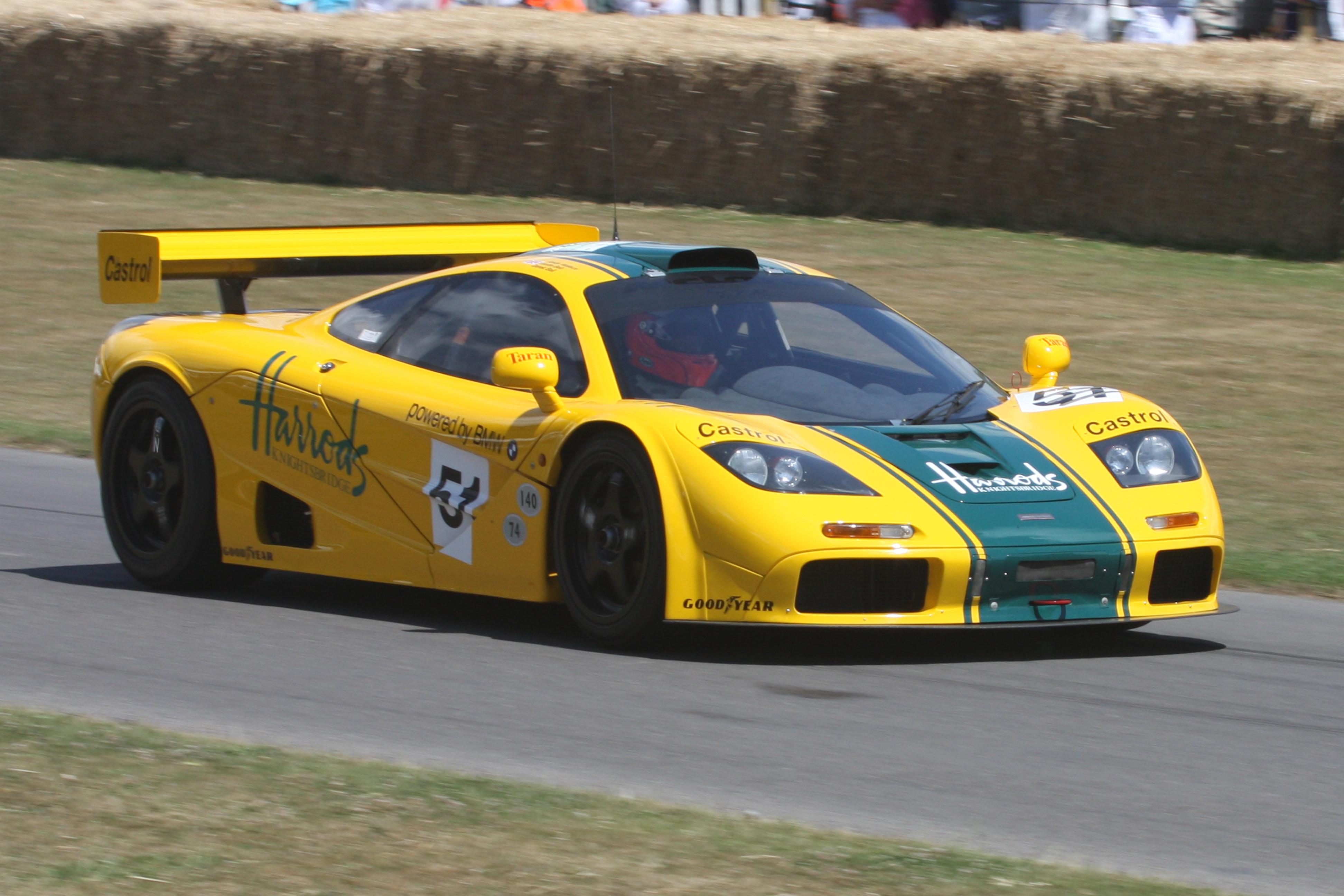
McLaren F1 GTR en 1995.

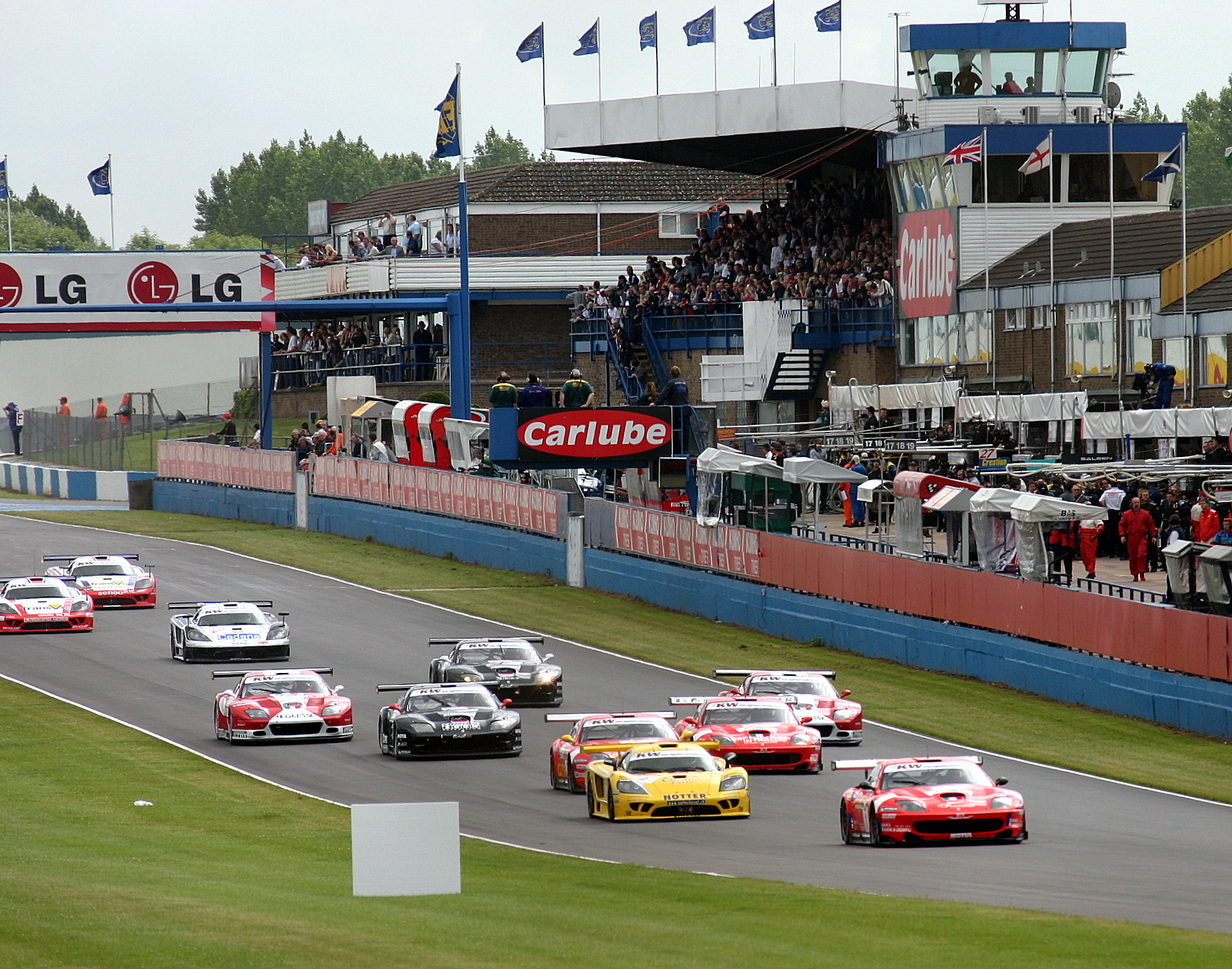
L'épreuve de Donington Park lors du Championnat FIA GT 2004.

En 1992, la disparition du Championnat du monde des voitures de sport laisse un vide dans les courses internationales de voitures de sport. En remplacement du Groupe C de la FIA, l'ACO règlemente un « Groupe GT » aux 24 Heures du Mans 1993. En 1994, l'Allemand Jürgen Barth et les Français Patrick Peter et Stéphane Ratel fondent le Championnat BPR, reprenant la règlementation de l'ACO, et en déclinent des catégories allant de GT1 (en) à GT4. En 1996, l'implication des constructeurs ayant chassé la plupart des petits manufacturiers, conduit à une réduction de la compétition aux seules deux premières classes.
L'intérêt des constructeurs pour la compétition a atteint son apogée lorsque Porsche a lancé sa 911 GT1, une supercar homologuée qui était d'abord destinée à être une voiture de course. En raison de l'implication des constructeurs, le championnat passe sous le contrôle de la FIA, qui devient le Championnat FIA GT, géré par la Stéphane Ratel Organization (SRO). La compétition est ouvertes aux classes GT1 et GT2. En 2000, une nouvelle catégorie est créée, dénommée Groupe « N-GT » dans le championnat GT, ou « GT3 » aux 24 Heures du Mans, en American Le Mans Series et en Le Mans Series. 
En 2005, la classe GT2 disparait, et la classe GT3 est renommée GT2 (remplaçant l'ancienne).
Ceci permet en 2005, la création d'un nouveau règlement technique reprenant le nom de Groupe GT3, initialement créée par le SRO Motorsports en tant que troisième échelon dans l'échelle du sport automobile de Grand Tourisme, en dessous des catégories Groupe GT1 et Groupe GT2 qui étaient utilisées dans le championnat FIA GT. En 2006, le Championnat d'Europe FIA GT3 est réservé uniquement aux voitures de cette catégorie. Depuis lors, le Groupe GT3 s'est élargi pour devenir la catégorie de facto de nombreuses séries nationales et internationales de grand tourisme.
À partir 2007, un nouveau championnat, GT4 European Series récompense la nouvelle catégorie GT4.
En 2010, le championnat GT ne récompense plus que la catégorie reine, et devient le Championnat du monde FIA GT1. Ce championnat se termina fin 2012 pour faire place au FIA GT Series où la catégorie GT1 disparait remplacée par une version légèrement améliorée du GT3 avant de fusionner avec les Blancpain GT Series (catégorie sprint) dès 2014. La classe GT1 est également abandonnée par l'ACO à partir de la saison 2011, la classe GT2 devenant LM GTE (Le Mans Grand Tourisme Endurance).
Sport-prototype

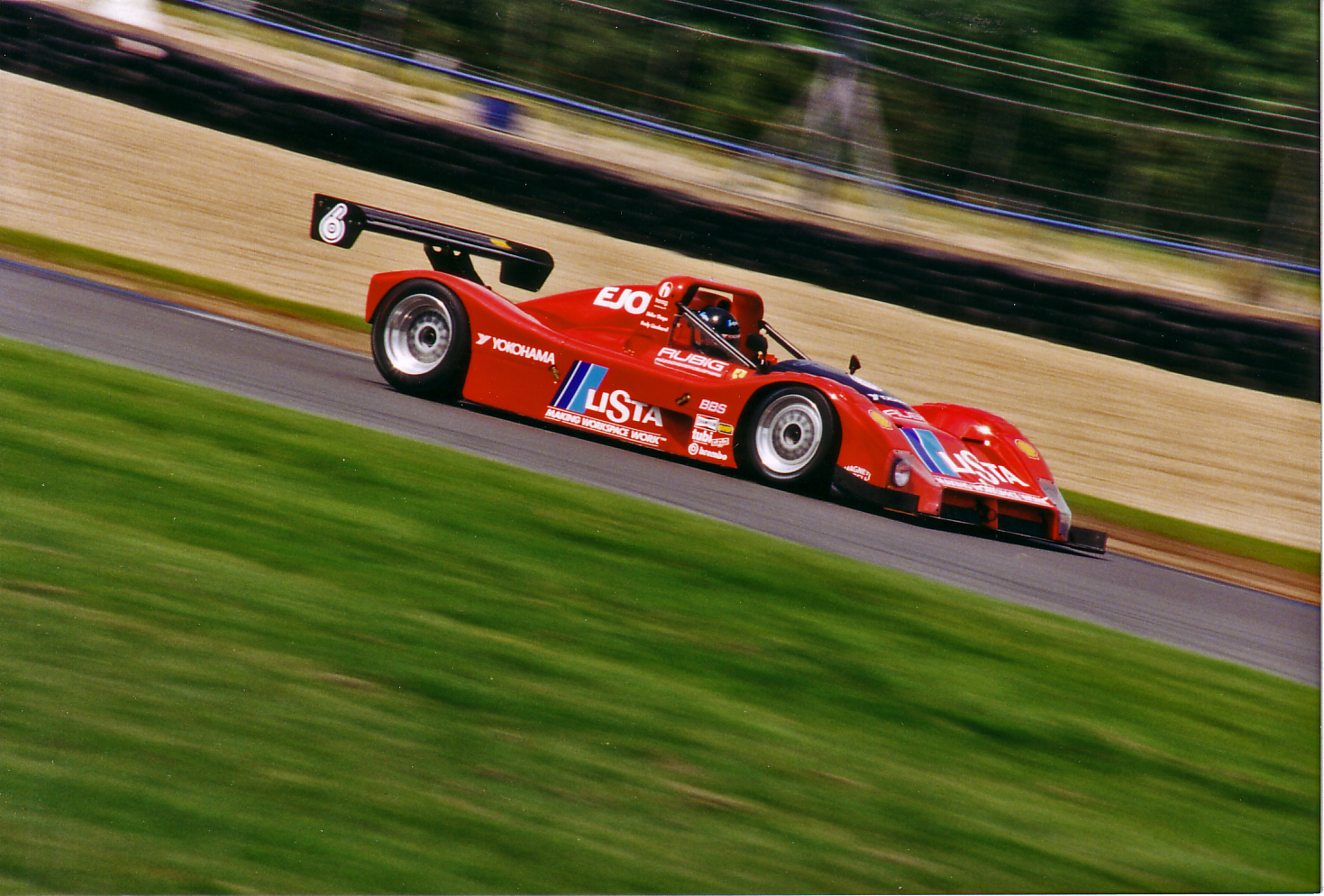
Ferrari 333 SP, de la catégorie SR1, en 1997.

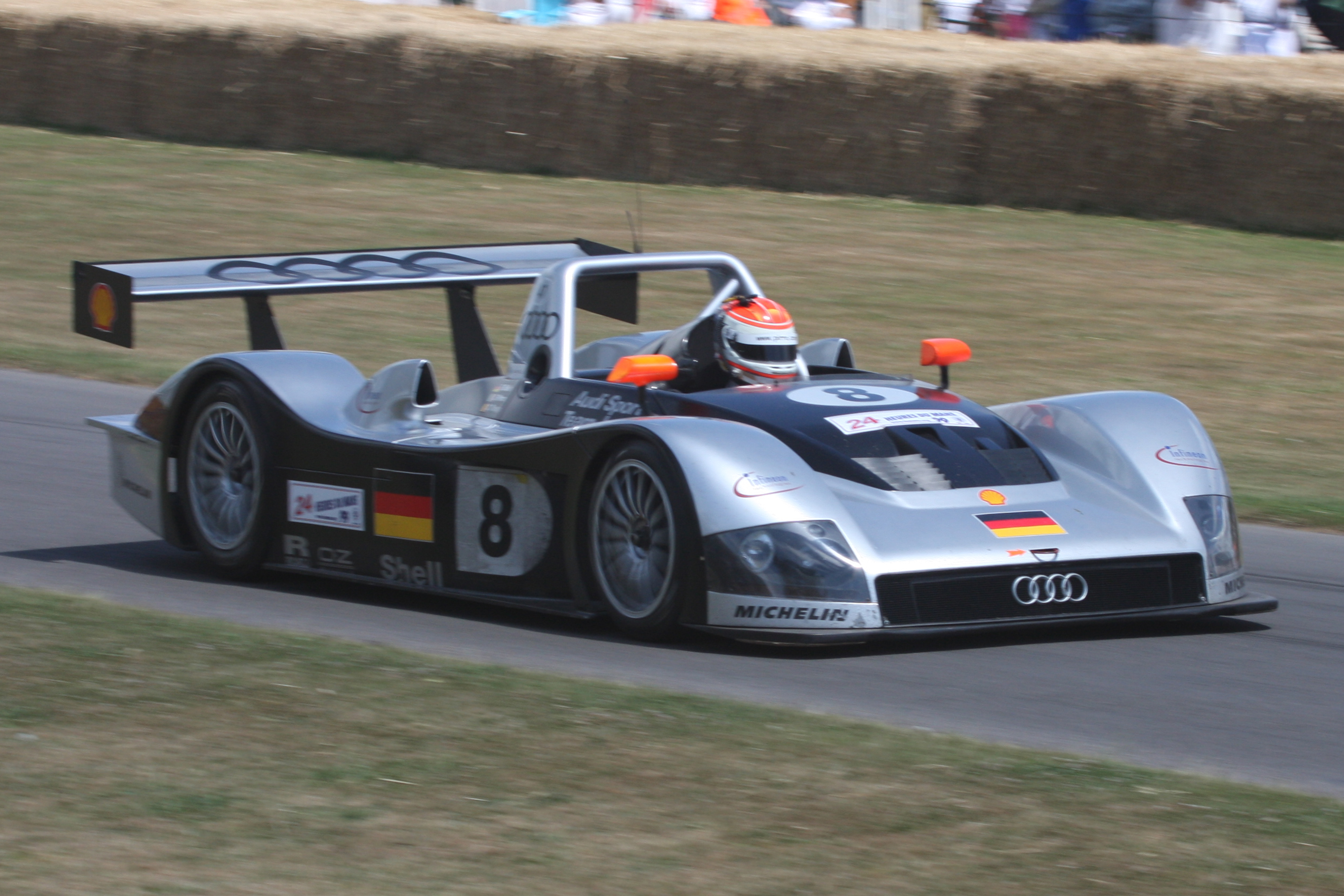
Audi R8R, de la catégorie LMP1, en 1999.

Du côté des prototypes, l'ACO annonce son intention de remplacer complètement les voitures du Groupe C par une nouvelle règlementation technique Le Mans Prototype pour l'édition 1993. Deux classes ont été créées, des LMP1 utilisant des moteurs sur mesure de grande cylindrée qui étaient généralement turbocompressés, et des LMP2 utilisant des moteurs de production de plus petite cylindrée. Les deux classes devaient avoir des cockpits ouverts. Cependant, lors des éditions suivantes les voitures LMP1 n'étaient que d'anciennes voitures du Groupe C, également dénommé World Sports Cars (WSC), équivalente à la LMP1.
En 1997, une nouvelle compétition internationale, connue sous le nom d'International Sports Racing Series (ISRS), est lancée, utilisant les règlementations SR1 et SR2. L'année suivante a vu la création d'une compétition de LMP, par l'association de l'ACO avec le Sports Car Club of America (SCCA) qui ressuscite l'USRRC afin de concurrencer le Championnat IMSA GT. Cependant en 1999, l'USRRC devient la Rolex Sports Car Series et a choisi d'utiliser à la place les formules SR1 et SR2 de la FIA.
En 1998, une course organisée par Don Panoz sur le circuit de Road Atlanta, qui prend le nom de Petit Le Mans, marque le début du partenariat entre l'ACO et l'IMSA, conduisant à la création de l'American Le Mans Series l'année suivante. Le succès de ce championnat, permet à l'ACO en collaboration avec Peter Auto de décliner la compétition en Europe, sous le nom d'European Le Mans Series. Une version asiatique, les Asian Le Mans Series est lancée en 2009.
En 2001, le Sportscar Championship succède à l'ISRS, sous l'égide de la FIA, dont l'existence est néanmoins éphémère.

### Depuis les années 2010, reprise de la catégorie par l'ACO

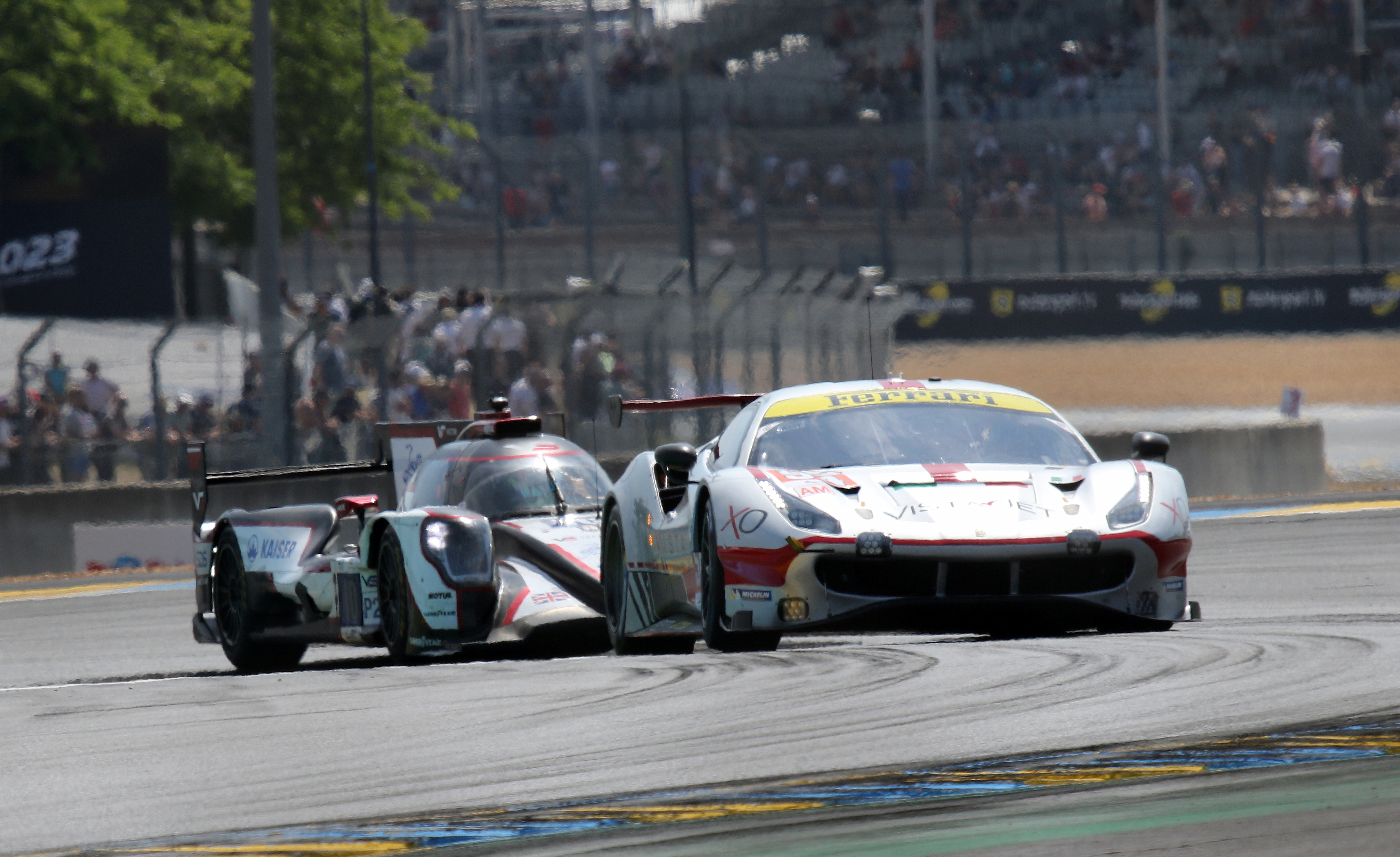
Ferrari 488 GTE EVO et Oreca 07 en 2023.

En 2010, l'ACO fédére ses compétitions continentales en organisant l'Intercontinental Le Mans Cup dans le but de regrouper les épreuves les plus prestigieuses au sein d'une seule compétition. En 2011, les 24 Heures du Mans sont inclus dans le calendrier, pour la première fois dans une compétition internationale depuis 1992, aux côtés des 12 Heures de Sebring et des 1 000 kilomètres de Spa. 
Le 9 juin 2011, l'ACO et la FIA annoncent la création d'un championnat du monde d'endurance, sur les bases de l'Intercontinental Le Mans Cup, 20 ans après la disparition du championnat du monde des voitures de sport. La compétition unifie également les catégories prototypes LMP1 et LMP2, et Grand Tourisme GTE.
Le 5 septembre 2012, les séries American Le Mans Series et Grand-Am Road Racing annoncent officiellement le rapprochement historique des deux grands championnats d'endurance américains pour la création d'un championnat unique en 2014 le United SportsCar Championship, organisé par l'IMSA, récompensant les catégories Daytona Prototype, LMP2, GT Le Mans et GT Daytona.
Grand concurrent de l'ACO, la SRO développe différentes compétitions de courses dans la catégorie GT. À partir de 2011, en partenariat avec l'entreprise horlogère Blancpain, les compétitions Endurance Series puis Sprint Series mettent en concurrence des voitures de la catégorie GT3. En 2016, l'Intercontinental GT Challenge devient la principale compétition, accueillant notamment dans son calendrier l'épreuve prestigieuse des 24 Heures de Spa.
Au début des années 2020, les LMP sont remplacées par des Hypercar, catégorisées en tant Le Mans Hypercar (LMH) et Le Mans Daytona h (LMDh). En 2023, les voitures de réglementation GTE (Ferrari 488 GTE, Porsche 911 RSR, Ford GT...) sont remplacées par des voitures de réglementation GT3.

## Réglementations

### Sport-Prototype
- Hypercar
  - Le Mans Hypercar (LMH) : créée en 2021, participe au WEC
  - Le Mans Daytona h (LMDh) : créée en 2023, participe au USCC et aux 24 Heures du Mans

- Daytona Prototype
  - Daytona Prototype (en) : créée en 2003, anciennement au USCC (2014-18) et aux RSCS (2003-13)
  - Daytona Prototype International (en) : créée en 2019, anciennement au USCC (2019-22)

- Le Mans Prototype
  - Le Mans Prototype 1 (LMP1, ou LMP900) : créée en 1993, anciennement au WEC (2012-20), aux ALMS (1999-2013), aux ELMS (2004-11), aux AsLMS (2009)
  - Le Mans Prototype 2 (LMP2, ou LMP675) : créée en 1993, participe au USCC, aux ELMS, aux AsLMS et aux 24 Heures du Mans ; anciennement au WEC (2012-23), aux ALMS (2001-13)
  - Le Mans Prototype 3 (LMP3) : créée en 2015, participe au ELMS, aux AsLMS, à la MLMC ; anciennement VdeV (2016-18)
  - Le Mans Prototype Challenge : créée en 2009, anciennement au FLM (2009), aux ALMS (2010-13), aux ELMS (2010-11), au USCC (2014-17)

- Sports Racers
  - Sports Racers 1 et 2 (SR1, SR2) : créée en 1993, anciennement aux ISRS (1997-2003) et aux RSCS (2000-02)

- Groupe CN (en) : créée en 1993, anciennement aux AsLMS (2014-17), VdeV (2007-17)

- Groupe C : créée en 1982, anciennement aux WSC (1982-92), au ESC (1983)

- Groupe 7 (en) créée en 1966 renommé Groupe 6 en 1976, anciennement au CanAm (1966-87) aux WSC (1976-82)

- Groupe 5 (en) modifié en 1972, anciennement aux WSC (1972-75)

- Groupe 6 (en) créée en 1966, anciennement aux WSC (1966-71)

- Catégorie 4 : créée en 1961, anciennement aux WSC (1961-66)

Avant 1961, les futures Prototypes étaient connus sous le nom de « barquettes de course », ou simplement de « voiture de sport » (participaient au Championnat du monde des voitures de sport et au Championnat d'Europe de la montagne).

### Grand tourisme
- Groupe GT1 (en), créé en 1997, anciennement au FIA GT (1997-2009), ALMS (1999-2008), FIA GT1 (2010-12), ILMC (2010)
- Groupe GT2 (en), créé en 1997, anciennement au FIA GT (1997-2009), ALMS (1999-2013), au ILMC (2010)
- LM GTE, créé en 1998 (dénommé GT3 jusqu'en 2005 puis GT2 jusqu'en 2014), anciennement au WEC (2012-20)
- Groupe GT3, créé en 2005, participe au WEC, GT World Challenge, à la MLMC
- Groupe GT4, participe au GT4 European Series
- Groupe National-GT (en), créé en 2000
- GT Daytona

- FIA Groupe B, créé en 1982

- Groupe 4 et Groupe 5, créent en 1971

## Compétitions

### Actuelles
Internationales
- Championnat du monde d'endurance FIA (depuis 2013) : LMH et GT3
- GT World Challenge Europe (depuis 2011)
- 24H Series (depuis 2007)
- European Le Mans Series (depuis 2004)
- Asian Le Mans Series (depuis 2009) : LMP2, LMP3 et GT3
- GT4 European Series (depuis 2007)
- Championnat d'Europe de la montagne (depuis 1930)

Nationales
- ADAC GT Masters (depuis 2007)
- Australian Prototype Series (en)
- Império Endurance Brasil (en)
- Sports Car Championship Canada (en)
- Championnat de CJ Superrace (depuis 2006)
- WeatherTech SportsCar Championship (depuis 2013) : LMDh, LMP2 et GTD
- Championnat de France FFSA GT (depuis 1997)
- Italian GT Championship (en)
- Super GT (depuis 1993)
- Campeonato Nacional de Velocidade (en) (depuis 1955)

### Disparue
Internationales
- Championnat du monde des voitures de sport (1953-1992)
- CanAm (1966-1987)
- Championnat d'Europe des voitures de sport (1970-1983)
- Championnat d'Europe GT (1972-1976)
- Championnat BPR (1994-1997)
- Championnat FIA GT (1997-2009)
- Championnat d'Europe FIA GT3 (2006-2013)

Nationales
- Springbok Series (1964-1973)
- Championnat d'Allemagne des voitures de sport (1939-1957)
- Sport Prototipo Argentino (en) (1969-1973)
- Championnat de Belgique de Grand Tourisme (1990-2015)
- Campeonato Sudamericano de GT (en)
- Spanish GT Championship (en)
- Championnat national SCCA de voitures de sport (1951-1964)
- Championnat USAC de course sur route (1958-1962)
- Trans-Am Series (1966-2013)
- United States Road Racing Championship (1963-1968)
- Rolex Sports Car Series (2000-2013)
- Championnat de France des circuits (1967-1986)
- British Sports Car Championship (en) (1964-1976)
- Championnat d'Italie des voitures de sport (1937-1965)
- Italian Championship Group 6 (en) (1976-1983)
- Championnat du Japon de sport-prototypes (1983-1992)
- Fuji Long Distance Series (en)

### Championnats monotypes
- Porsche Carrera Cup
- Ferrari Challenge
- Alpine Elf Europa Cup